# Gigantes del Cibao
Uniformes
Les Gigantes del Cibao sont un club dominicain de baseball de la Ligue dominicaine de baseball hivernal.
Basés à San Francisco de Macorís, les Águilas Cibaeñas évoluent à domicile à l'Estadio Julián Javier, enceinte de 12 000 places inaugurée en 1975.

## Palmarès
- Vice-champion de République dominicaine (3) : 2004, 2009, 2010.

## Histoire
Le club est fondé en 1996 sous le nom de Gigantes del Nordeste. Le club change de propriétaire en 1999 et est rebaptisé Pollos del Cibao. Cette dénomination ne dure qu'une saison. Le club est de nouveau vendu, et adopte son nom actuel : Gigantes del Cibao. C'est sous ce dernier nom que le club connait ses meilleures saisons, atteignant trois la série finale (2004, 2009 et 2010), sans parvenir à remporter le titre. Le 28 janvier 2010, les Gigantes laissent échapper la victoire à domicile face aux Leones del Escogido au cours du neuvième et dernier match de la série finale 2010.